# Temburong
Temburong (malajski Daerah Temburong) – jeden z czterech dystryktów Brunei, zajmujący wschodnią część kraju. Stolicą jest Bangar.

## Geografia
Temburong jest eksklawą, oddzieloną od reszty terytorium państwa przez Malezję i wody Zatoki Brunei. Dystrykt ma powierzchnię 1 288 km². Północna część dystryktu porośnięta jest lasami mangrowymi i poprzecinana licznymi rzekami. Znajdują się tu wyspy Pulau Selirong, Pulau Siarau oraz mniejsze Pulau Kitang, Pulau Selanjak i Pulau Tarap. Najważniejszą rzeką jest przepływająca przez stolicę Sungai Temburong. Inne większe z nich to Sungai Pandaruan, tworząca zachodnią granicę dystryktu, Sungai Labu – duży dopływ Temburongu, Sungai Duwau Besar, Aloh Besar oraz płynąca wschodnią granicą Sungai Bangau. Na Sungai Pandaruan leży wyspa Pulau Kibi, a na Sungai Temburong – Pulau Pituat. Południe dystrktu tworzą porośnięte lasem deszczowym góry poprzecinane głębokimi dolinami rzecznymi o stromych stokach z najwyższym szczytem Brunei – Pagonprick.

## Ludność
Według danych z 2014 roku zamieszkuje tu ponad 10 000 osób.

## Transport
Ze względu na bogatą sieć rzeczną i nieprzystępne środowisko naturalne istotną rolę odgrywa transport wodny. Istnieje tu jednak kilka dróg krzyżujących się w stolicy. Z zachodu na wschód dystrykt przecina ciąg Jalan Ujong-Jalan Labu. W kierunku południowym odchodzą od niej Jalan Batang Duri i Jalan Selapon.

## Ochrona przyrody

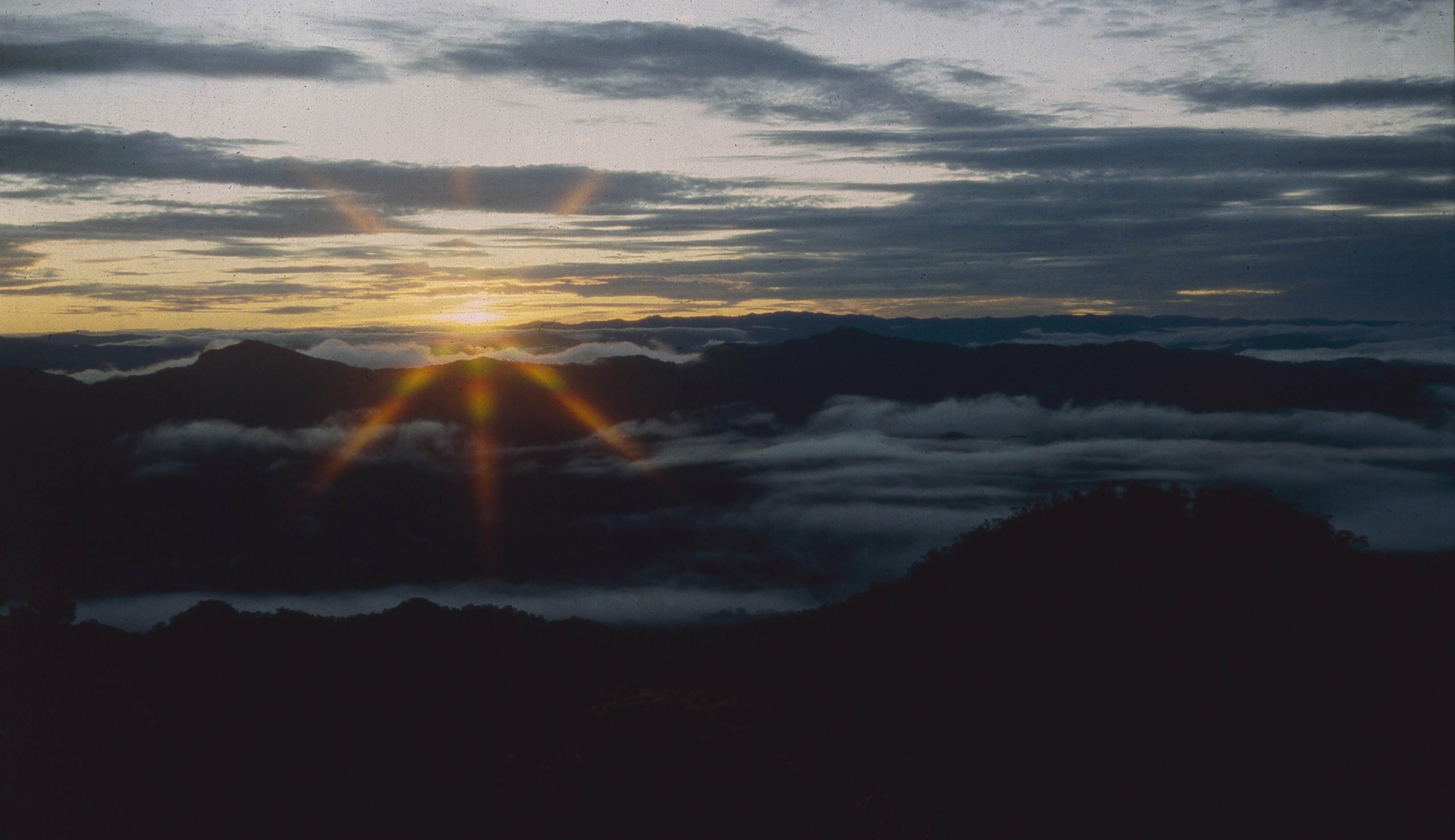
Wschód słońca ze szczytu Pagonprick

Dystrykt Temburong jest najcenniejszym przyrodniczo obszarem Brunei. Dużą jego część pokrywają obszary chronione. Południowe górzyste lasy deszczowe pokrywa Batu Apoi Forest Reserve, w którego skład wchodzi Park Narodowy Ulu Temburong, pierwszy w Brunei park narodowy o powierzchni ok. 550 km². Na północny zachód stąd znajduje się Peradayan Forest Reserve. Lasy mangrowe porastające północ dystryktu objęte są Labu Forest Reserve, zaś wyspa Selirong w całości stanowi Palau Selirong Forest Recreation Park. W ramach programu Heart of Borneo planowane jest przekształcenie istniejących form w obszary ochrony ścisłej: Batu Apoi National Park, Labu-Selirong Wildlife Sanctuary oraz Peradayan Nature Reserve.

## Podział administracyjny

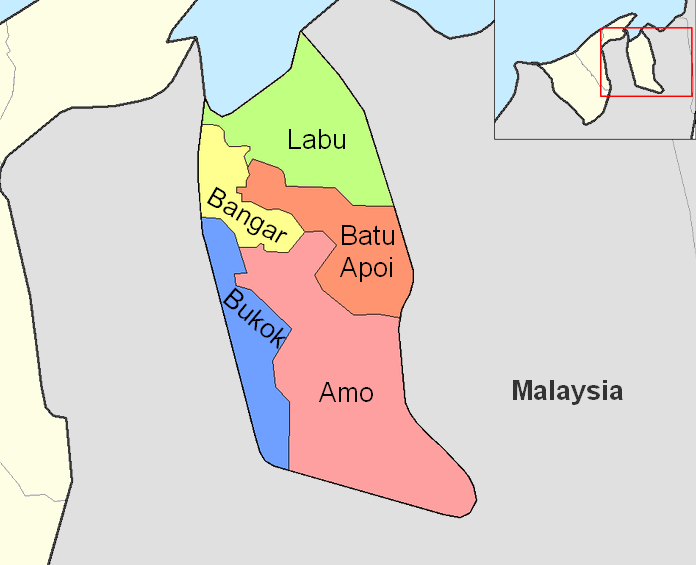
Mukimy dystryktu Temburong

W skład dystryktu wchodzi 5 mukimów:
- Amo
- Bangar
- Batu Apoi
- Bukok
- Labu